# Resolutie 457 Veiligheidsraad Verenigde Naties
Resolutie 457 van de Veiligheidsraad van de Verenigde Naties werd op 4 december 1979 unaniem aangenomen door de vijftien leden van de VN-Veiligheidsraad.

## Achtergrond
Op 4 november 1979 werden 63 diplomaten en burgers gegijzeld in de Amerikaanse ambassade in de Iraanse hoofdstad Teheran. Onderhandelingen zouden tot niets leiden en in 1980 voerde het Amerikaanse leger een reddingsoperatie uit, die faalde. Uiteindelijk werden de gijzelaars pas op 20 januari 1981 vrijgelaten, na de ondertekening van de Akkoorden van Algiers.

## Inhoud
De Veiligheidsraad:
- Heeft de brief van de secretaris-generaal van 25 november in beschouwing genomen.
- Is bezorgd over de gevaarlijke spanningen tussen Iran en de Verenigde Staten die ernstige gevolgen kunnen hebben voor de wereldvrede.
- Herinnert aan de oproep van zijn voorzitter.
- Neemt nota van de brief van de Iraanse minister van Buitenlandse Zaken over de grieven van Iran.
- Denkt eraan dat landen hun geschillen vreedzaam moeten oplossen.
- Denkt eraan dat landen geen dreiging of geweld mogen gebruiken tegen de territoriale integriteit of onafhankelijkheid van enig ander land.
- Herbevestigt de verplichting van partijen van het Verdrag van Wenen inzake diplomatiek verkeer uit 1961 en het Verdrag van Wenen inzake consulaire relaties uit 1963 om de onschendbaarheid van diplomatiek personeel en hun gebouwen te respecteren.

1. Dringt er bij Iran op aan onmiddellijk het personeel van de Amerikaanse ambassade in Teheran vrij te laten en te beschermen en hun toe te staan het land te verlaten.
2. Roept Iran en de Verenigde Staten verder op om hun geschil vreedzaam op te lossen.
3. Dringt er bij Iran en de Verenigde Staten op aan zich terughoudend op te stellen.
4. Vraagt de secretaris-generaal zijn diensten te verlenen bij de uitvoering van deze resolutie.
5. Besluit actief op de hoogte te blijven en verzoekt de secretaris-generaal dringend te rapporteren over de ontwikkelingen in verband met zijn inspanningen.

## Verwante resoluties
- Resolutie 461 Veiligheidsraad Verenigde Naties

Lijst ·  444 ·  445 ·  446 ·  447 ·  448 ·  449 ·  450 ·  451 ·  452 ·  453 ·  454 ·  455 ·  456 ·  457 ·  458 ·  459 ·  460 ·  461